# Teatro Cervantes (Madrid)
El teatro Cervantes fue un teatro de la ciudad española de Madrid, situado en el número 39 de la corredera Baja de San Pablo, nacido con el modesto nombre de Salón Nacional en 1910. Intentó competir a lo largo del siglo XX con su vecino en esta misma calle, el teatro Lara, sin conseguirlo a pesar de las sucesivas reformas. Acabó convertido en sala de cine.

## Historia
Subiendo la Corredera hacia la plaza de San Ildefonso se construyó entre 1908 y 1910 el que después de llamarse Salón Nacional sería teatro Cervantes en Madrid, llenando un solar ocupado antes por un barracón de proyecciones cinematográficas. El proyecto inicial fue de Pablo Aranda como salón mixto para baile, teatro y cinematógrafo. Lo inauguraron Francisco Rodrigo y Elisa Cano. Más tarde, su propietario, el marqués de Amboage, le encargó a Francisco Reynals que lo convirtiera en teatro, inaugurado como tal por la compañía de Ricardo Simó-Raso en la temporada 1911-12. Una tercera reforma en 1916, a cargo del arquitecto Joaquín Rojí, aumentó la capacidad y el aforo y creó un salón en el sótano.
Su mejor época la tuvo cuando se contrató a la compañía de teatro clásico de Ricardo Calvo (que se consagró en él representando Don Álvaro o la fuerza del sino). También fueron sonados estrenar algunos éxitos cómicos como la astracanada Trampa y cartón, de Pedro Muñoz Seca y Pérez Fernández), o dramas como Amor que vence al amor de Antonio Rey Soto. En el capítulo de los fracasos quizá fue el más sonado el que sufrió en él la actriz Mercedes Pérez de Vargas, «cuyas cualidades artísticas quedaban por debajo de su belleza».
El madrileño teatro Cervantes, «de lánguida e incolora existencia», así definido y catalogado por Augusto Martínez Olmedilla dentro de los «teatros apóstatas» —que reniegan de lo que fueron—, acabó como otros muchos salones madrileños, convertido en cine, tras haber sido casi totalmente destruido durante la guerra civil española por uno de los innumerables bombardeos que la aviación rebelde hizo sobre Madrid.
En 1984 pasó a ser cine X, y en el inicio del siglo XXI aún se conservaba el local. A finales de 2013 y tras una profunda reforma, la sala fue convertida en supermercado.